# Казъм Карабекир (квартал в Есенлер)
„Казъм Карабекир“ (на турски: Kazım Karabekir) е квартал на Истанбул, разположен в околия Есенлер. Общата му площ е 0,42 км2. Според данни на Адресната система за регистриране на населението (ABPRS) към 2023 г. населението на „Казъм Карабекир“ е 34 092 жители.